# Night Flight (película de 2002)
Night Flight es un telefilme británico de drama de 2002, dirigido por Nicholas Renton, escrito por William Ivory, musicalizado por John E. Keane, en la fotografía estuvo David Higgs y los protagonistas son Christopher Plummer, Edward Woodward y Kenneth Cranham, entre otros. Este largometraje fue realizado por British Broadcasting Corporation (BBC) y United Film and Television Productions; se estrenó el 2 de febrero de 2002.

## Sinopsis
Los hechos de esta película se desarrollan en 1943 y en la actualidad, se da a conocer la historia de dos veteranos de la Segunda Guerra Mundial.